# Lochinver
Lochinver (in gaelico scozzese: Loch an Inbhir; 650 ab. circa) è un villaggio di pescatori della costa occidentale delle Highlands, nel nord della Scozia, appartenente alla contea del Sutherland e situato alla confluenza del fiume Inver con il Loch Inver (da cui il nome della località) e ai piedi del monte Suilven.
Il porto della località è il più trafficato tra tutti quelli (102 in tutto) dell'area dell'Highland.

## Geografia fisica

### Collocazione
Il villaggio di Lochinver si trova lungo la sponda orientale del Loch Inver ed è situato a nord di Ullapool e a sud-ovest di Unapool, nei dintorni di Achmelvich e ad est di Inchnadamph.

## Edifici e luoghi d'interesse
Tra i luoghi d'interesse della località, figurano:
- le Culag Woods
- l'Altnabradan Old Mill